# 伊根湾

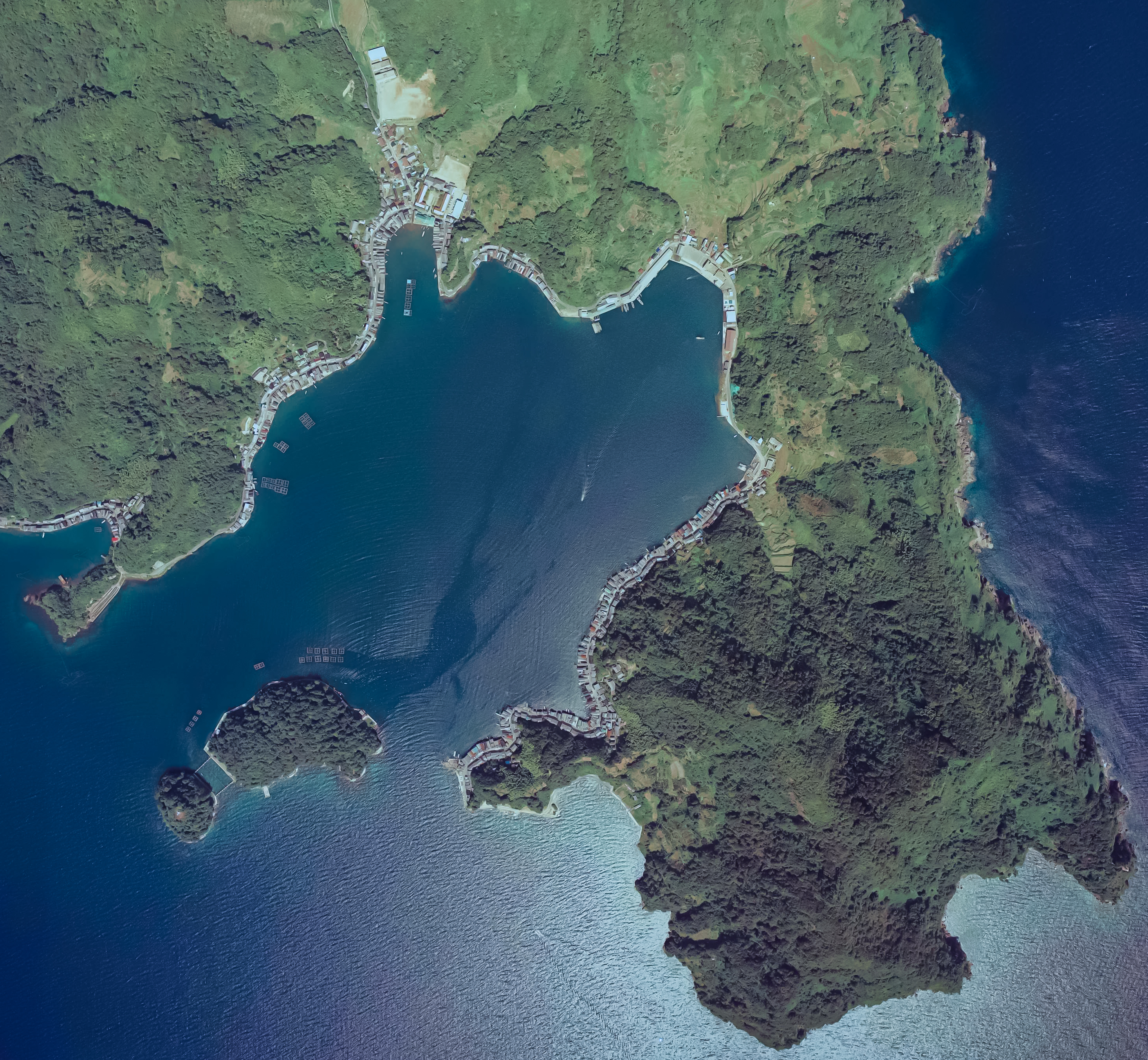
伊根湾口に青島があり、沿岸に舟屋群が立ち並ぶ。
伊根湾周辺の空中写真（1975年）

伊根湾（いねわん、英語: Ine Bay）は京都府与謝郡伊根町にある日本海の湾。

## 地理
伊根湾は日本海側にありながら南に開けている希少な湾とされる。京都府与謝郡伊根町日出地区・高梨地区・平田地区・立石地区・耳鼻地区・亀山地区が湾を囲んでおり、湾の南側には青島がある。青島があることで風の影響を受けにくく、湾内は湾外と比べて波が比較的穏やかである。

## 観光
湾内には釣り堀があり、夏を中心に釣り客が多く集まる。また、丹後海陸交通が運営する伊根湾めぐり遊覧船が湾内を巡航しており、伊根町の観光名所の一つである舟屋の見物を目的に観光客が多く訪れる。丘陵地に設置されている道の駅舟屋の里 伊根（舟屋の里公園）からは伊根湾を一望できる。
2016年（平成28年）には「京都宮津湾・伊根湾」として「世界で最も美しい湾クラブ」に加盟した。2018年（平成30年）10月には京都宮津湾・伊根湾クラブがフランスのモン・サン＝ミシェル湾クラブと姉妹湾協定を結んだ。

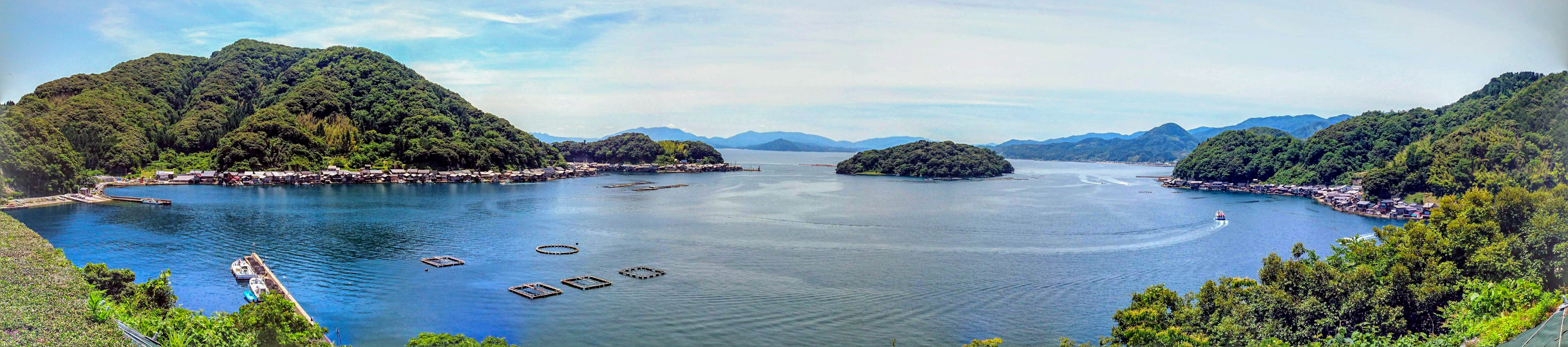
道の駅舟屋の里 伊根から見た伊根湾全景。湾に沿って伊根の舟屋が立ち並び、遊覧船が巡航している。